# Robert d'Auxerre
Robert d'Auxerre (Robertus Altissiodorensis, Robert de Saint-Marien d'Auxerre) né en 1156 et mort en 1212 fut un chroniqueur médiéval français.
Chanoine à l'abbaye Saint-Marien d'Auxerre, il entra vers 1205 dans l'ordre des Prémontrés. Il est connu pour sa Chronique Universelle, publiée en 1608 à Troyes sous le titre : Chronologia.... ab orbis origine ad annum Christi 1212, cum Appendice ad annum 1223. Commencée vers 1190, elle s'interrompt en 1211. Les années 1203-1211 ne sont connues qu'à travers une copie unique de 1225, le codex 27, qui se trouve actuellement à la bibliothèque de l'Ecole de médecine de Montpellier. 
Pour Auguste Molinier  la Chronique de Robert est une des meilleures œuvres historiques du moyen âge. L'auteur fait preuve d'une certaine critique et combine avec un art véritable les nombreux éléments qu'il a réunis. En général, il a choisi assez heureusement ses sources, qui sont fort nombreuses ; non seulement il a consulté les grands historiens antérieurs à lui, mais encore il a utilisé les sources sénonaises et auxerroises.
L'ouvrage, très souvent utilisé au XIIIe siècle, a été continué à Saint-Marien même (1211-1219). Auguste Molinier décrit les six exemplaires existants de ces chroniques :
- le manuscrit original, aujourd'hui à Auxerre : en tête, on trouve une copie de la chronique d'Hugues de Saint-Victor, de courtes annales de l'an 1 à l'an 1230, vides à dater de 1182, enfin un résumé de l'histoire sainte, dû à Pierre de Poitiers, chancelier de Paris (+ 1205) et qu'on trouve isolé ailleurs. De ce manuscrit dérivent les cinq autres exemplaires connus de la Chronique.
- Celui de Pontigny (aujourd'hui à Montpellier) renferme l'ouvrage jusqu'à l'an 1199, avant les dernières additions de l'auteur ; il est antérieur à 1216. Celui des Echarlis (à Montpellier) contient la chronique complète et une continuation fort importante de 1211 à 1219.
- Le manuscrit de Rome, du XIIIe siècle, et ceux de Trêves et de Stuttgart, du XVe, paraissent moins importants.

L'auteur s'intéresse beaucoup aux éléments de la croisade contre les Albigeois et nous livre sur eux le plus ancien récit encore en notre possession.

## Sources
- Marie-Nicolas Bouillet  et Alexis Chassang (dir.), « Robert d'Auxerre » dans Dictionnaire universel d’histoire et de géographie, 1878 (lire sur Wikisource)
- Auguste Molinier, « Robert d'Auxerre, chroniqueur », dans Les Sources de l'histoire de France - Des origines aux guerres d'Italie (1494), t. III : Les Capétiens, 1180-1328, Paris, A. Picard et fils, 1903 (lire en ligne), p. 86-87